# سیارک ۸۴۲۵
سیارک ۸۴۲۵ (به انگلیسی: 8425 Zirankexuejijin، نامگذاری:1997CJ29) هشت هزار و چهارصد و بیست و پنجمین سیارک کشف شده‌است که در ۱۴ فوریه ۱۹۹۷ کشف شد.
قدر مطلق سیارک برابر ۲۶٫۹ است.